# Natalia Romero Jaramillo
Pour les articles homonymes, voir Romero et Jaramillo.
Romero  Jaramillo est un nom espagnol. Le premier nom de famille, en général paternel, est Romero ; le second, en général maternel, souvent omis, est Jaramillo.
Natalia del Carmen Romero Jaramillo (26 février 1980, Talagante) est une athlète chilienne, spécialiste du marathon.
Elle participe à diverses compétitions internationales, comme les Jeux panaméricains de 2011. Au marathon de Buenos Aires de 2009 et 2010, elle remporte respectivement la médaille d'argent sud-américaine et la médaille de bronze ibéro-américaine.
Elle gagne le marathon de Santiago à trois occasions, en 2008, 2010 et 2012. Sa victoire de 2012 lui permet de se qualifier pour les Jeux olympiques d'été de 2012, à Londres. Elle y termine 69e, avec un temps de 2 heures et 37 minutes.
Aux Jeux olympiques de Rio de Janeiro de 2016, Jaramillo termine 123e.